# Svartvit bekard
Svartvit bekard (Pachyramphus albogriseus) är en fågel i familjen tityror inom ordningen tättingar.

## Utseende
Bekarder påminner om tyranner, medelstora tättingar med rätt platt huvud. Hane svartvit bekard är mestadels grå med tydliga vita kanter på vingpennorna, svart hjässa och ljus tygel. Liknande vitvingad bekard har svart rygg och mörk tygel. Honan är mycket annorlunda, med roströd hjässa kantad av svart, en tunn vit ögonring, gul buk, olivgrön rygg och ljust gulbruna kanter på vingpennorna. 

## Utbredning och systematik
Svartvit bekard delas in i två underarter med följande utbredning:
- Pachyramphus albogriseus ornatus – förekommer från Costa Rica till västra Panama
- Pachyramphus albogriseus albogriseus – förekommer norra och nordöstra Colombia samt nordvästra Venezuela (Santa Marta- och Perijábergen) till norra Venezuela och utmed Andernas östsluttning från östra Colombia till centrala Peru

Tidigare behandlades smalnäbbad bekard (P. salvini) som en del av svartvit bekard, men urskiljs sedan 2023 som egen art baserat på studier.

## Levnadssätt
Svartvit bekard hittas i skogsbryn och ungskog, mestadels i förberg upp till 2000 meters höjd. Den ses enstaka eller i par i artblandade flockar som rör sig genom lövverket, vanligen i trädens övre skikt.

## Status och hot
Arten har ett stort utbredningsområde, men tros minska i antal, dock inte tillräckligt kraftigt för att den ska betraktas som hotad. Internationella naturvårdsunionen IUCN listar arten som livskraftig (LC).